# Sceloglaux albifacies
Il gufo facciabianca, gufo sghignazzante o gufastore sghignazzante (Sceloglaux albifacies (G.R.Gray, 1845)) era un piccolo uccello rapace della famiglia degli Strigidi, un tempo diffuso in Nuova Zelanda. Si è estinto nel 1914. È l'unica specie nota del genere Sceloglaux.

## Descrizione

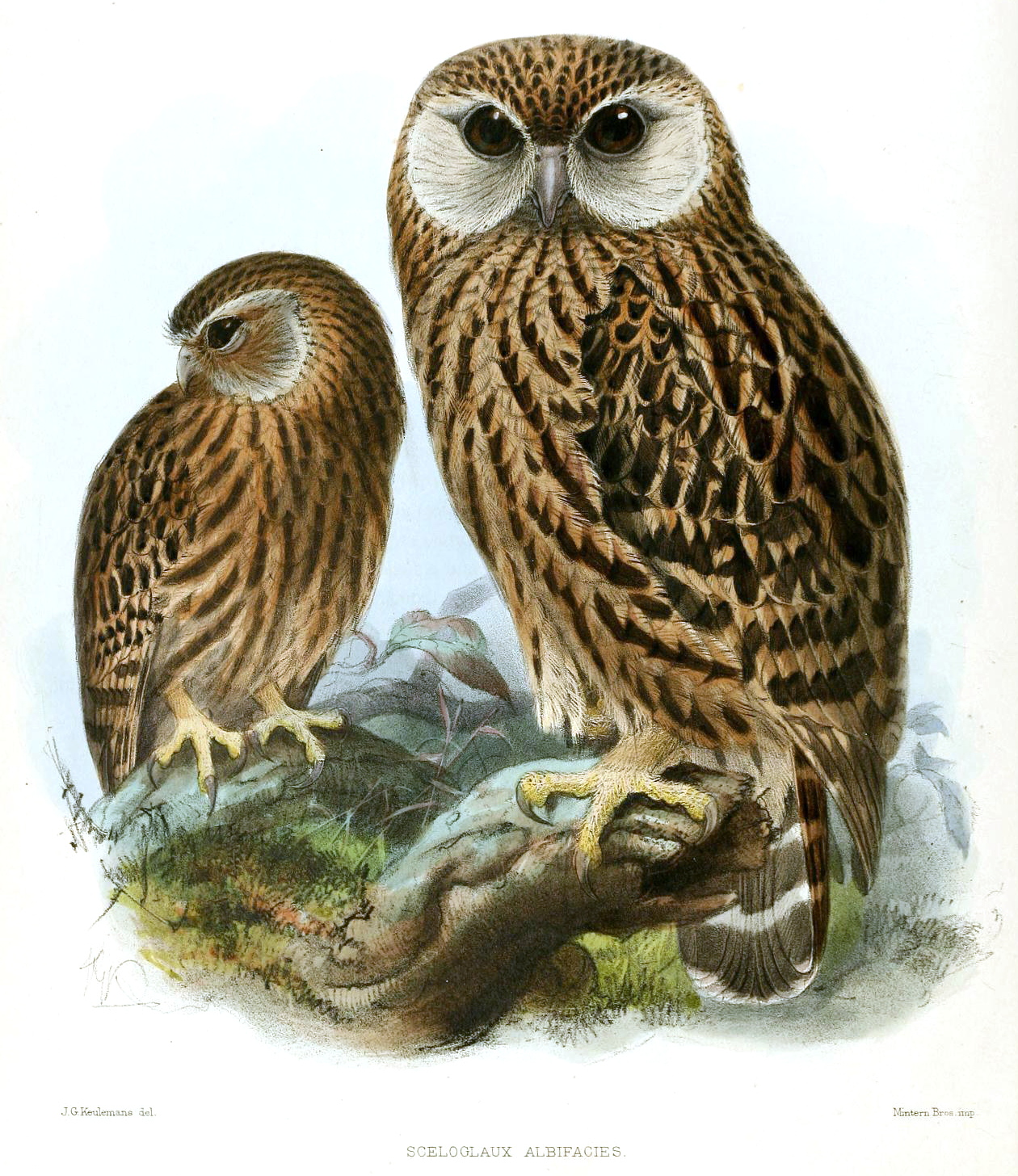
S. a. albifacies di John Gerrard Keulemans.

Piumaggio bruno-giallastro con strie bruno-scure.
La lunghezza media era di 35–40 cm, mentre l'apertura alare era di poco superiore ai 25 cm.
Di fatto, era il più grande tra i gufi presenti in Nuova Zelanda.